# Liste de traductions de la Bible en français
Pour un article plus général, voir Traductions de la Bible.

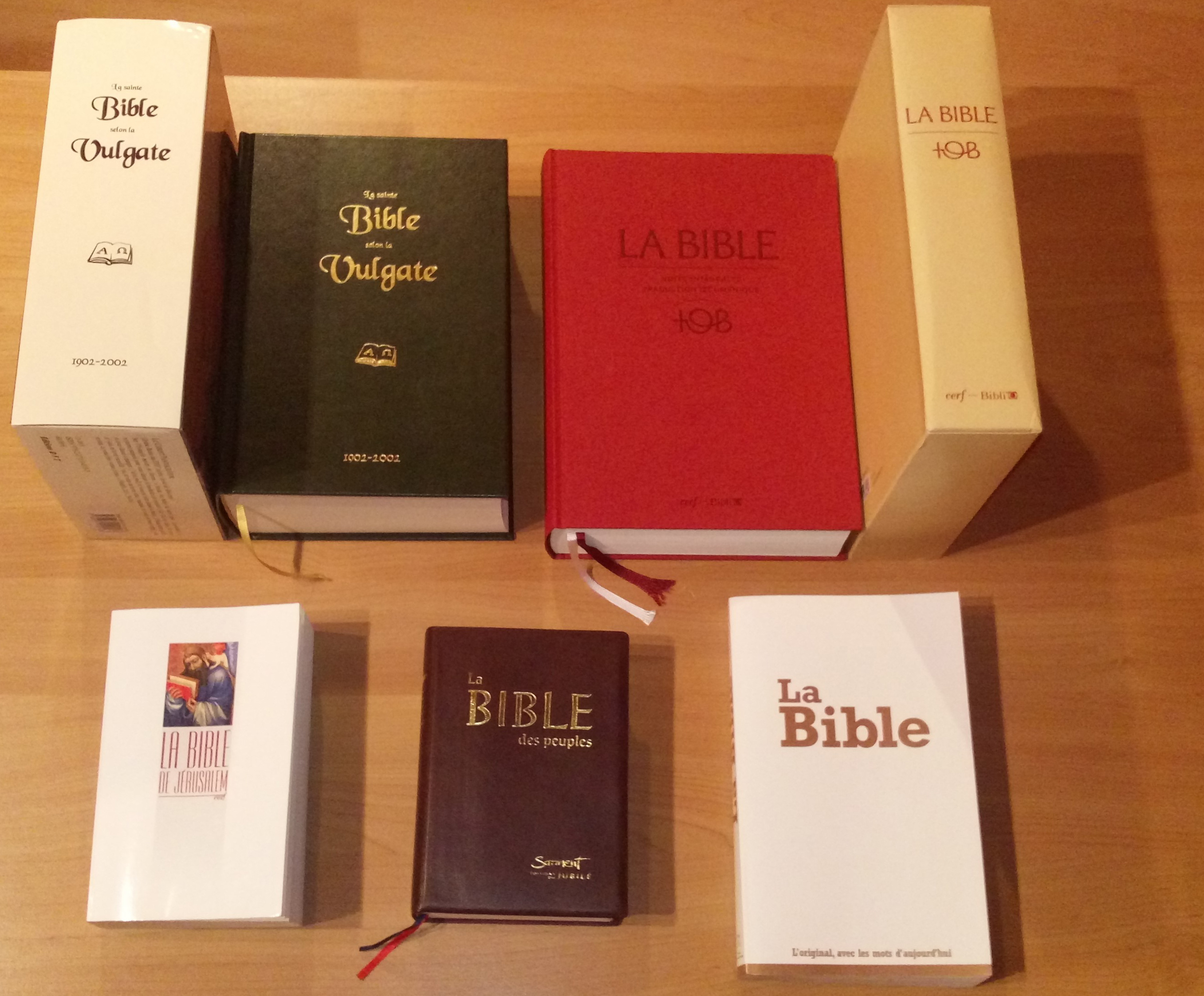
Cinq traductions en français de la Bible. En partant d'en haut à gauche, dans le sens de lecture : la Bible selon la Vulgate, la Traduction œcuménique de la Bible, la Bible de Jérusalem, la Bible des Peuples, la Bible Segond 21.

Les traductions de la Bible en français ont pu être effectuées, dans l'ordre chronologique, à partir du latin, de l'hébreu ou du grec pour l'Ancien Testament, et du grec ou du latin pour le Nouveau Testament. Les premières réalisées ne sont pas toujours complètes.

## Avant l'imprimerie moderne
- 1226-1250, traduction de Jean Le Bon de l'Université de Paris. Inachevée et poursuivie au XIVe siècle par Jean de Sy et les dominicains Jehan Nicolas, Guillaume Vivien, et Jehan de Chambly.
- 1297 la Bible historiale de Guyart Desmoulins ou Guyart des Moulins. Traduction et compilation de l’Historia Scholastica de Pierre le Mangeur, la plus grande partie de la Bible (d'une traduction libérale), et un assemblage de gloses et d'autres matériaux de plusieurs sources. Le contenu des manuscrits est variable, et des versions successives semblent y ajouter des livres de la Bible qui manquaient à la traduction de Guyart.
- 1377, La Bible dite « de Charles V », traduite par Raoul de Presles et dédiée au roi Charles V.

## Après l'imprimerie moderne

### Traductions duXVesiècle
- 1476, Nouveau Testament. Traduit de la Vulgate et imprimé par Guillaume Le Roy[1].

### Traductions duXVIesiècle
- 1530, la Bible d'Anvers, par Jacques Lefèvre d'Étaples (Nouveau Testament en 1523, Ancien Testament en 1528), à partir de la Vulgate. Réimprimée en 1534 en 1541, mais prohibée par Charles Quint, en 1546[2].
- 1535, la Bible d'Olivétan (à Neuchâtel) : première traduction réalisée à partir des textes originaux en hébreu et en grec. Pierre Robert, dit Olivétan, est probablement un cousin de Jean Calvin, qui préface en latin l'ouvrage. La traduction est accompagnée de nombreuses notes d'érudition. Olivétan introduit le mot Éternel pour rendre le tétragramme.
- 1543, Cinquante psaumes avec mélodies, par Clément Marot[note 1].
- 1550, Bible de Louvain (révisée en 1572), version remaniée de celle d'Anvers (faite à partir de la Vulgate) — qui avait été interdite en 1546—, par Nicolas de Leuze, assisté de François de Larben, sous la responsabilité de Pierre de Corte[2], avec quelques emprunts à celle de Neuchâtel[3].
- 1555, Bible de Castellion (d'abord en latin, en 1551), à partir de l'hébreu et du grec. « d'abord décriée et violemment critiquée, notamment par J. Calvin et Th. de Bèze, elle fut ensuite presque oubliée pendant quatre siècles[4] ». Rééditée en 2005 par Bayard.
- 1562 ou 1588, la Bible de Genève : révision de la Bible d'Olivétan (faite à partir des textes hébreux et grecs) par Calvin. Réédition de 1588 révisée par Théodore de Bèze et Corneille Bertram.
- 1566, Bible de René Benoît, publiée à Paris, mais interdite car accusée de tendances calvinistes.
- 1578, Bible dite de Louvain, mais parue à Anvers ; elle est différente de la première Bible de Louvain et s'inspire de la traduction de René Benoît ; elle est diffuse fortement à la fin du XVIème et tout au long du XVIIème siècle[2].[5]

### Traduction duXVIIesiècle
- 1643, La Sainte Bible de Jacques Corbin, traduction d'après la Vulgate, condamnée par la Sorbonne, malgré le patronage de Louis XIII.
- 1644, La Sainte Bible de Jean Diodati, traduite de la version italienne du même, faite à partir de l'hébreu et du grec, et imprimée à Genève.
- 1649, Le Nouveau Testament de Michel de Marolles, abbé de Villeloin, sur la traduction latine d'Érasme.
- 1662, La Sainte Bible traduite de la Vulgate et annotée par l'abbé de Marolles. Seuls la Genèse, l'Exode et une partie du Lévitique ont été imprimés, l'édition ayant été interrompue sur ordre du chancelier Pierre Séguier parce que certaines notes reprenaient les théories d'Isaac La Peyrère sur les préadamites.
- 1666 à 1670, Nouveau Testament du père Denis Amelote, membre de la congrégation de l'Oratoire ; traduction depuis la Vulgate, effectuée à la demande de l'Assemblée Générale du Clergé de France de 1655.
- 1667, Nouveau Testament d'Antoine et Louis-Isaac Lemaître de Sacy « selon l'édition Vulgate, avec différences du grec » ; les différences sont décrites dans d'abondantes notes marginales. Imprimé à Amsterdam sous le pseudonyme de « Gaspard Migeot, libraire à Mons »[6].
- 1668, Le Nouveau Testament d'Antoine Godeau, évêque de Vence .
- 1669, édition importante de la Bible de Genève, (faite à partir des textes hébreux et grecs) révisée par Samuel des Marets et son fils Henri des Marets, imprimée à Amsterdam. Cet énorme in-folio (432 × 277 mm) de 1680 pages avec de nombreuses annotations, comportant des cartes du Paradis terrestre, de l'exode des Israélites, du voyage des apôtres et de la Palestine, est « un monument de la typographie, une curiosité et une rareté bibliographiques »[7].
- De 1657 à 1696, La Sainte Bible, traduction effectuée à l'abbaye de Port-Royal de Paris (abbaye janséniste). Blaise Pascal, Robert Arnauld d'Andilly, Pierre Nicole, Pierre Thomas du Fossé ont participé, sous la férule du maître d'œuvre Louis-Isaac Lemaître de Sacy, à cette traduction de la Bible, traduction dite de Port-Royal (voir Logique de Port-Royal pour l'influence sur la syntaxe et la grammaire de la langue française).
- 1696, Nouveau Testament de David Martin, exilé aux Pays-Bas à la suite de la révocation de l'édit de Nantes[8].
- De 1697 à 1703, Le Nouveau Testament traduit par le père Bouhours, aidé par les jésuites Le Tellier et Besnie, une autre version d'opposition à la version de Sacy.

### Traductions duXVIIIesiècle
- 1701-1706, Commentaire littéral sur tous les livres de la Bible, par Louis de Carrières, oratorien, en 24 volumes in-12°, puis 1750 en 6 volumes in-4°.
- 1702, Nouveau Testament de Richard Simon, oratorien.
- 1707, La Sainte Bible de David Martin : révision de la Bible de Genève (faite à partir des textes hébreux et grecs) accompagnée de notes, imprimée à Amsterdam. Plusieurs rééditions entre 1712 et 1742[8].
- 1724, Révision par Jean-Frédéric Ostervald de la Bible de Genève, imprimée à Amsterdam. Première édition sans Apocryphes ; la cinquième et ultime édition de 1777 les contient.
- 1738-1743, Bible de Vence de Henri-François de Vence , publiée à Nancy en 22 volumes in-12°, reprend et augmente le Commentaire littéral de Louis de Carrières.
- 1707-1726, La Sainte Bible d’Augustin Calmet, dite Bible d'Avignon, reprend, corrige et augmente le Commentaire littéral sur tous les livres de l'Ancien et du Nouveau Testament de Louis de Carrières ; 1707 : la Genèse, 1726 : l'Apocalypse.
- 1736, Révision de l'édition de Martin de la Bible de Genève par le pasteur Pierre Roques, imprimée à Bâle.

### Traductions duXIXesiècle
- 1820‑1824, Sainte Bible (traduction nouvelle), par Antoine Eugène Genoud (dit l'abbé de Genoude), Paris, Imprimerie royale.
- 1831‑1851, La Bible, Traduction Nouvelle par Samuel Cahen : Bible juive, édition bilingue hébreu et français.
- 1842, L'Ancien et le Nouveau Testament avec une traduction française en forme de paraphrase, par le R. P. de Carrières, et les commentaires de Ménochius, de la Compagnie de Jésus.
- 1843, Sainte Bible de Jean-Jacques Bourassé et Pierre-Désiré Janvier[9], appelée aussi Bible de Tours traduite à partir de la Vulgate. Éditée en 1866 en version de luxe illustrée par Gustave Doré, rééditée en 1985 chez Jean de Bonnot.
- 1846, Traduction des Évangiles par Félicité Robert de Lamennais.
- 1855, Révision de la version de 1744 de David Martin de la Bible de Genève.
- 1859, La Sainte Bible de John Nelson Darby, à partir du grec et de l'hébreu, intégrant des manuscrits redécouverts[10]. Darby a également traduit la Bible en anglais et en allemand[11].
- 1860, Pentateuque, traduction depuis l'hébreu par le rabbin Eléazar (nom de naissance Lazare Wogue).
- 1865, L'Ancien Testament par Pierre Giguet : traduction d'après le texte grec de la Septante, tomes 1 et 2. Les tomes 3 et 4 parurent en 1872. Il faudra attendre 1979 (les Psaumes, par le père Placide), puis 1986 (le livre de la Genèse, dans la collection La Bible d'Alexandrie) pour que paraissent de nouvelles traductions de la Septante.
- 1866, Ancien Testament par Henri-Auguste Perret-Gentil et Eugène Arnaud, en 2 vol., d'après les textes hébreux et grecs.
- 1872, le Nouveau Testament de Hugues Oltramare [12].
- 1873, La Sainte Bible par Jean-Baptiste Glaire, commentaires de Fulcran Vigouroux, traduction de la Vulgate.
- 1874, L'Ancien Testament de Louis Segond, d'après les textes hébreux et grecs[11].
- 1876, Traduction nouvelle avec Notes et Commentaires par Édouard Reuss, traduction des textes hébreux et grecs inspirée des méthodes exégétiques allemandes, en 17 volumes, plus un volume de tables générales. La publication s'échelonna de 1876 à 1881.
- 1877, Le Nouveau Testament selon la Vulgate : traduit en français avec des notes par l'abbé Jean Baptiste Glaire, P. Didot.
- 1880, Le Nouveau Testament et La Bible de Louis Segond d'après les textes hébreux, araméens et grecs. Elle a été (et continue d'être) la plus largement utilisée par les protestants francophones[11].
- 1881, Sainte Bible d'Antoine Arnauld à partir de la Vulgate destinée aux séminaristes.
- 1885, Ancien Testament de John Nelson Darby, avec le souci de rendre la langue originale le plus littéralement possible[13].
- 1886‑1896, Bible rationaliste par Eugène Ledrain : d'après les textes hébreux et grecs, Paris.
- 1887, Les Saints Évangiles, traduction nouvelle : par Henri Lasserre. Revêtue de l'imprimatur.
- 1889-1906 : La Sainte Bible avec commentaire, d'après dom Calmet, par l'abbé J.-A. Petit, éd. Arras : Sueur-Charruey. En 17 tomes.
- 1900, La Bible annotée : traduction et commentaire de l'Ancien Testament ; ouvrage collectif par une équipe de théologiens de Neuchâtel, sous la direction de Frédéric Godet (traduction de Félix Bovet).

### Traductions duXXesiècle
- 1902, La Bible du Rabbinat de Zadoc Kahn : avec de nombreux collaborateurs. Éditée en bilingue hébreu–français.
- 1904, La Sainte Bible Commentée d'après la Vulgate et les textes originaux par l'abbé Louis-Claude Fillion.
- 1904, La Bible du chanoine Augustin Crampon faite à partir des textes hébreux, araméens et grecs. [note 2].
- 1910, Version synodale de la Société biblique française
- 1910, La Sainte Bible, actuellement considérée comme la Bible Segond, en fait une révision, réalisée après la mort de Louis Segond, de la version de 1880.
- 1918, La Bible du Centenaire : sous la direction d'Alfred Lods et de Maurice Goguel, elle fête le centenaire de la Société biblique.
- 1950, La Bible de Maredsous, par les moines bénédictins de l'abbaye de Maredsous, éd. Zech, Braine-le-Comte. Cette première traduction catholique moderne de la Bible, par le père Georges Passelecq (initialement appelé père Paul), sera rééditée par Brepols en 1968 et 1977 avec la collaboration de l'abbaye de Hautecombe. Une nouvelle édition sous le titre de Bible Pastorale est parue chez Brepols en 1997. Depuis 2014, elle est aussi éditée par Éditions Fidélité comme Bible de Maredsous.
- 1951, La Bible Liénart : nouvelle édition de La Sainte Bible, publiée sous le patronage de la Ligue Catholique de l'Évangile et la direction du cardinal Liénart[note 3].
- 1952, nouvelle édition de La Bible du chanoine Augustin Crampon[note 2]. Révision de l'Ancien Testament par J. Bonsirven, S. J. La traduction du Nouveau Testament a été retraduite par le chanoine Alphonse Tricot.
- 1953, Le Nouveau Testament par le chanoine Émile Osty et Joseph Trinquet [14] (Éditions Siloë, Paris), nouvelle édition revue corrigée et augmentée.
- 1955, La Bible de Jérusalem [15], sous la direction de l'École biblique et archéologique française de Jérusalem (dominicaine). Première révision en 1973. Seconde révision en 1998.
- 1956‑1959, L'Ancien Testament d’Édouard Dhorme, à partir des textes hébreux, araméens et grecs, Bibliothèque de la Pléiade, NRF.
- 1970, La Bible Osty[15], du chanoine Émile Osty associé à Joseph Trinquet (Éditions Rencontre – Lausanne ; puis Le Seuil en 1973, pour l'édition complète en un volume, appelée Bible Osty-Trinquet ou Bible d'Osty et Trinquet).
- 1971, Nouveau Testament de Jean Grosjean, Michel Léturmy et Paul Gros , Bibliothèque de la Pléiade, NRF[15].
- 1973, première revision de La Bible de Jérusalem
- 1974, Les Saintes Écritures – Traduction du monde nouveau, Éditions des Témoins de Jéhovah. Dernière révision de l'édition française en 2018.
- 1967‑1975, La Traduction œcuménique de la Bible (TOB) (à partir des textes hébreux, araméens et grecs) . Première révision en 1988, deuxième révision 2010.
- 1978, Bible dite « à la Colombe » (Nouvelle Version de la Bible Segond Révisée), publiée par l'Alliance biblique universelle[15].
- 1979, Les Psaumes, prières de l’Église : traduction du Psautier de la Septante par le P. Placide Deseille, réimpr. Monastère Saint-Antoine-le-Grand (à St Laurent en Royans) 1999.
- 1979, La Nouvelle Édition de Genève (Nouvelle Version Segond Révisée) publiée par la Société biblique de Genève.
- 1981, La Bible Pierre de Beaumont[15].
- 1982, La Bible en français courant de C. Dieterlé et al. de l'Alliance Biblique Française.
- 1986, La Bible d'Alexandrie, traduction de la Septante.
- 1987, La Bible d'André Chouraqui (à partir des textes hébreux, araméens et grecs).
- 1988, Première révision de la Traduction œcuménique de la Bible. (Première édition en 1975, seconde révision en 2004.)
- 1988‑1990, Les 4 Évangiles Luc - Marc - Matthieu - Jean , traduction juxtalinéaire des Évangiles directement du grec en français par Sœur Jeanne d'Arc, Desclée de Brouwer (édition bilingue grec-français).
- 1991, Les Évangiles, traduction de Claude Tresmontant, O.E.I.L.. L'originalité de cette traduction est qu'elle part d'un texte hébreu préalablement reconstitué supposé être sous-jacent au texte grec. Cette édition rassemble les quatre Évangiles publiés séparément en 1984 (Jean), 1986 (Mathieu), 1987 (Luc) et 1988 (Marc).
- 1992, La Bible du semeur[15], sous l'égide de la Société biblique internationale. Révisée en 2000 par une quinzaine de théologiens évangéliques francophones. Version d'étude en 2001 (Bible d'étude semeur). Révisée en 2015.
- 1993, La Bible de la liturgie, appelée aussi La Traduction de la Bible (Brepols, 1993), réalisée sous la coordination officielle de l'Association épiscopale liturgique pour les pays francophones et employée pour les célébrations liturgiques.
- 1995, Les Saintes Écritures – Traduction du monde nouveau : Éditions révisée avec notes et références.
- 1996 (réimpression 1999; 2002; 2008), La Sainte Bible d'Ostervald, mise à jour de l'édition de 1886 d'une révision publiée pour la première fois en 1881 par La Société biblique de France. Mission Baptiste Maranatha (Éditeur).
- 1997, révision de la Bible en français courant de 1982.
- 1997, Nouveau Testament interlinéaire grec /français, édition de l'Alliance biblique universelle, par Maurice Carrez, Georges Metzger et Laurent Galy, traduction littérale mot à mot, accompagnée de la TOB et de La Bible en français courant. 1 vol. in 8° (pour l'A.T., voir 2007).
- 1997, Bible Pastorale : nouvelle édition de la Bible de Maredsous de 1950 et 1977, elle en conserve la traduction originelle mais les introductions, annotations, tables liturgiques, lexique, sont entièrement nouveaux. Publiée par Brepols. Nouvelle édition en 2014, en grands caractères.
- 1998, deuxième révision de La Bible de Jérusalem
- 1998, La Bible des Peuples. Traduction de Bernard et Louis Hureau[15].
- 2000, La Bible Parole de Vie.
- 2000, révision de La Bible du semeur[15].

### Traductions duXXIesiècle
- 2001-2008, Henri Meschonnic, éd. Desclée de Brouwer : 2001, Gloires, traduction des Psaumes ; 2002, Au Commencement, traduction de la Genèse ; 2003, Les Noms, traduction de L'Exode ; 2005, Et il a appelé, traduction du Lévitique ; 2008, Dans le désert, traduction des Nombres. Meschonnic avait traduit Les cinq rouleaux en 1970 et Jona en 1981.
- 2001, le Pentateuque de la Septante en un seul volume[précision nécessaire].
- 2001, La Bible[15], appelée aussi La Bible, nouvelle traduction (parfois abrégé BNT), Bible Bayard (de Bayard Presse) ou Bible des écrivains[16], Bible des poètes.
- 2002, La Nouvelle Bible Segond : présentée notamment dans une édition d'étude, il s'agit d'une nouvelle révision – sous l'égide de l'Alliance biblique universelle – de la traduction de Louis Segond[15].
- 2004, deuxième révision de la Traduction œcuménique de la Bible (TOB) : nouveau Pentateuque. (troisième révision en 2010)
- 2006, King James française, traduction depuis l'anglais (commencée en 1994) par Nadine L. Stratford.
- 2007, Le Nouveau Testament – Version Recouvrement. Version d'étude avec des notes explicatives[17]. Traduction du texte original grec[18] par la section éditoriale de Living Stream Ministry.
- 2007 La Bible Segond 21 : Bible Segond révisée pour le XXIe siècle, publiée par la Société biblique de Genève.
- 2007, Ancien Testament interlinéaire : édition de l'Alliance biblique universelle, rassemblant le texte hébreu de la Biblia Hebraica Stuttgartensia accompagné d'une traduction littérale, ainsi que la TOB et La Bible en français courant.
- 2010, troisième révision et augmentation de la Traduction œcuménique de la Bible (TOB). Cette édition, outre une révision générale (y compris par des chrétiens orthodoxes, absents des éditions précédentes), ajoute six livres deutérocanoniques supplémentaires en usage dans la liturgie des églises orthodoxes[15].
- 2013, Traduction officielle liturgique de la Bible[19],[20].
- 2015, révision de la Bible du semeur[15].
- 2018, La Bible : Traduction du monde nouveau : édition révisée avec notes et références publiée par les Témoins de Jéhovah[21].
- 2018, La Sainte Bible d'Ostervald, révisée, éditée par l'église Biblique Metropolitaine Sud, sous la direction du pasteur Mario Monette.
- 2019, La Bible Nouvelle Français Courant : révision de la Bible en français courant de l'Alliance Biblique Française[22].
- 2022, Evangiles, traduit du grec ancien par Frédéric Boyer[23].